# Iglesia de Santa Teresa (Charlestown)
La Iglesia de Santa Teresa  (en inglés: Church of St. Theresa y alternativamente St. Theresa Parish)  es el nombre que recibe un edificio religioso de la iglesia católica que se encuentra ubicado en Main Road en la localidad de Charlestown, capital de isla de Nieves y de la parroquia de Saint Paul Charlestown una de las 14 en las que se organización la federación caribeña e insular de San Cristóbal y Nieves en las Antillas Menores.
Se trata de uno de los templos católicos existentes en la isla de Nieves siendo los otros dos dedicados a San Juan de la Salle y al Inmaculado Corazón de María. Sigue el rito romano o latino y es la iglesia principal en la isla que depende de la diócesis de Saint John-Basseterre (Dioecesis Sancti Ioannis Imatellurana) que fue creada en 1961 con la bula "Cum nobis" del Papa Pablo VI.
Los miembros de la congregación vienen no solo de la isla sino de otros lugares del Caribe.